# Пискюллия
Пискюллия – е особен вид накит носещ се на гърдите, така да се каже – прабабата на мартеницата, който е опазен и се използва само в две села в България - Войнягово и съседното му Дъбене. Носи се и от мъже, и от жени, и от деца. Тя има тракийски произход и показва езически соларни символи. Апотропеен атрибут е (отблъскващ нечистите сили амулет). Носи се рано напролет от св.Трифон Зарезан до Сирни заговезни, когато свършат обредните старчовски (кукерски) игри, които трябва да се считат за връхна точка в прогонването на нечистите сили. Пискюллията е накит, който представлява квадратно или ромбоидно вълнено парче плат с размери 5 Х 5 см, върху който е пришито бяло ленено или памучно платно, извезано с копринени конци със строго определен мотив, представляващ кръст образуван от пет на брой червени кръгчета (едно централно и четири разположени срещу всяка страна-подобно на подреждането на кръгчетата при заровете за игра за цифрата пет), между раменете на този кръст са разположени ориентирани точно срещу ъгъла на квадрата (ромба), като ъглополовящи, четири прави линии допиращи се до централното кръгче – две по две – със син и зелен цвят, като едноцветните са разположени една срещу друга-синя срещу синя и зелена срещу зелена, или ако се описват в поредица, то тя е: синя, зелена, синя, зелена линия. Всичко това е на белия фон на платното, а отстрани по ръба на квадрата (ромба) се обточва с бордюр в следната цветова последователност от вътре на вън: жълто, черно, бяло (като се оставя фона на платното), и пак черно. След което се оставят малки ресници по края, а на една от страните се пришиват пет шнурчета, дълги около 5-6 см изплетени от червен конец с червени пискюлчета най-отдолу на тях (оттук и името ѝ-пискюллия). Страната с пискюлите става долна при закачването, и пискюлите висят свободно надолу. Цветовата гама е строго определена и не може да се променя, това важи особено за централния мотив, докато за бордюра съществуват две-три вариации, освен описаната, която обаче е най-старинната (затова е и описана именно тя). Цвета на шнурчетата и пискюлите също задължително е червен, и не може да се променя. В по-ново време (от последната четвърт на XIX век) пискюллията започва да се плете от мъниста в същите цветове като везаните, и вместо пискюлчета се слагат сребърни парички. Интересен факт е, че до най-ново време (средата на ХХ век) мартеницата, като такава, не е била позната в посочените две села, а се появява като модерно явление едва в този период. Успоредното носене на пискюллия и мартеница продължава в не много дълъг период, като за около десетина години мартеницата измества напълно пискюллията. Въпреки това, пискюллиите се пазят и носят от битовите състави и в двете села.